# Sebastián Gómez
Cet article concerne le footballeur andorran. Pour le peintre espagnol, voir Sebastián Gómez (peintre).
Pour les articles homonymes, voir Gomez.
Sebastián Gómez Pérez, dit Sebastián Gómez, né le 1er novembre 1983 à Montevideo en Uruguay, est un footballeur international andorran d'origine uruguayenne évoluant au poste d'attaquant.

## Biographie

### Sélection
Sebastián Gómez est convoqué pour la première fois par le sélectionneur national David Rodrigo pour un match amical face à l'Azerbaïdjan le 4 juin 2008 (défaite 2-1). Il entre à la 64e minute à la place de Sergi Moreno.
Il compte 23 sélections et 0 but avec l'équipe d'Andorre depuis 2008.

## Palmarès
- FC Santa Coloma :
  - champion d'Andorre en 2004.
  - vainqueur de la Coupe d'Andorre en 2004, 2005, 2006 et 2007.
  - vainqueur de la Supercoupe d'Andorre en 2005 et 2007.

- UE Sant Julià :
  - vainqueur de la Coupe d'Andorre en 2010 et 2011.
  - vainqueur de la Supercoupe d'Andorre en 2009, 2010 et 2011.